# Large Hadron Collider

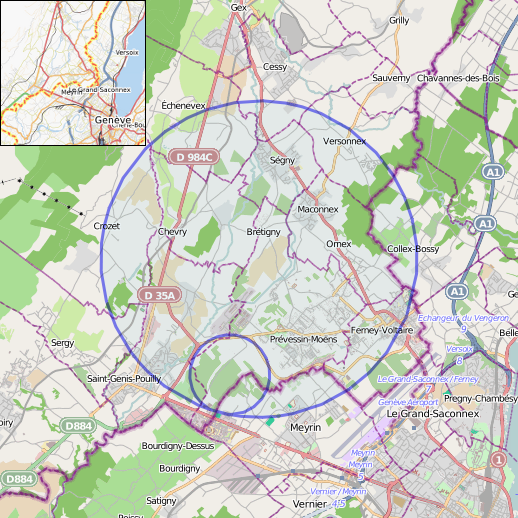
Ligging ten noorden van Genève

Schema van de LHC met de kleinere injectie-ringen voor de deeltjes en de diverse detectors in de hoofdring

De Large Hadron Collider (afgekort: LHC, Nederlands: grote hadronen-botser), is een ondergrondse deeltjesversneller gebouwd op de Frans-Zwitserse grens in de buurt van Genève. De LHC, die zich in een ringvormige tunnel met een omtrek van 27 km, op een diepte van 50 tot 175 meter bevindt, is het grootste door mensen gemaakte apparaat en wordt gebruikt om natuurkundig onderzoek aan elementaire deeltjes te doen. De LHC is gebouwd door CERN en is op 10 september 2008 voor het eerst in gebruik genomen.
De LHC is op dit moment de krachtigste deeltjesversneller die bestaat, maar er liggen nog zwaardere en krachtiger machines op de tekentafel, zoals de ILC (International Linear Collider).

## Gebruik
Met de LHC worden protonen versneld tot 99,999 996 4% van de lichtsnelheid, waarna een botsing volgt. Met diverse detectors die rond de buis zijn aangebracht, onderzoeken wetenschappers de uiteenlopende effecten, zoals straling en subatomaire deeltjes, die uit de botsingen resulteren. Aanvankelijk zullen protonen worden versneld en in tegengestelde richting op elkaar worden gebotst, met een energie van 3,5 TeV (3,5 biljoen elektronvolt), samen dus 7 TeV. Later hoopt men ook zwaardere deeltjes zoals loodkernen te kunnen laten botsen, met energieën van meer dan 2 TeV (2 biljoen eV). Het belangrijkste deeltje dat tot nu toe gevonden is het higgsdeeltje. Dit boson geeft (de verklaring voor) de massa van deeltjes en vormt het fundament van het huidige standaardmodel van de deeltjesfysica. Het standaardmodel voorspelt dat er bij de energieën die de LHC kan bereiken een mechanisme moet bestaan dat ervoor zorgt dat de energie van bepaalde deeltjes niet tot oneindig gaat. Het standaardmodel zelf heeft hiervoor het Higgs-mechanisme. In 2012 werd met behulp van de LHC het bestaan van het higgsboson bevestigd.

## Geschiedenis

### Bouw

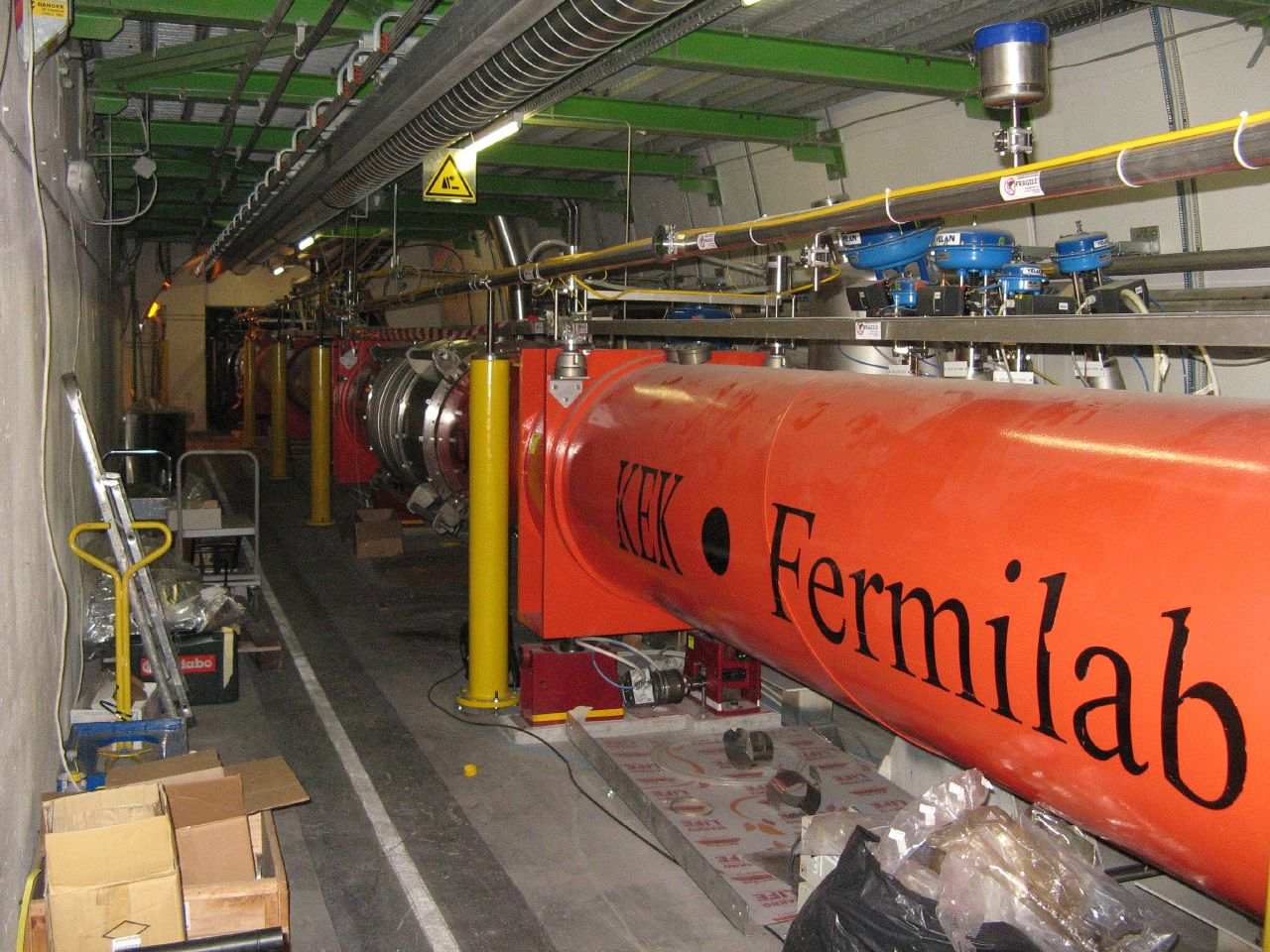
Honderd meter onder de grond zijn de supergeleidende magneten voor de Large Hadron Collider geïnstalleerd.

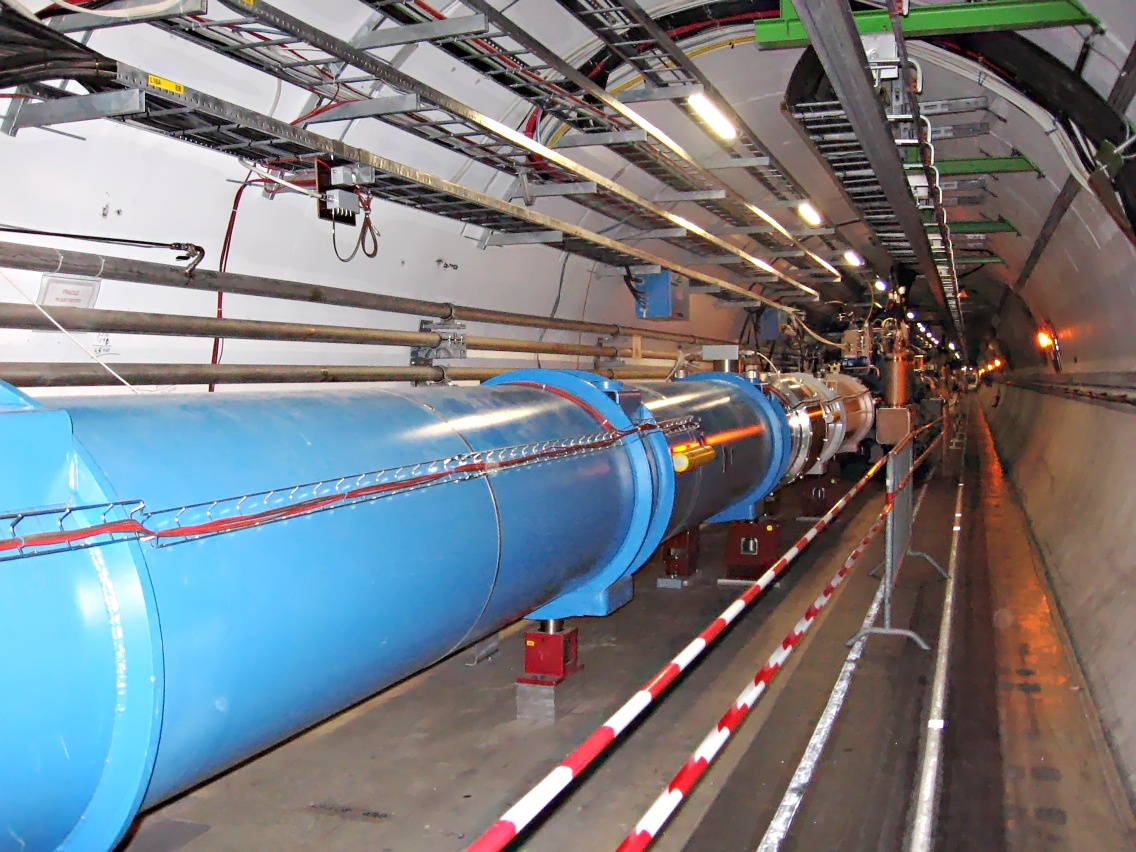
De tunnel van de LHC

De Low Energy Ion Ring (LEIR)

De LHC is de opvolger van de Large Electron-Positron Collider (LEP) en werd geconstrueerd in de tunnel waarin de LEP eerst stond, met een omtrek van 27 km. De bouw heeft ongeveer acht jaar geduurd en kostte zes miljard euro. Nederland is een van de lidstaten van het CERN en doet ook mee aan het project. Het verzorgt 4,5% of 27,8 miljoen euro van het jaarlijkse inkomen van CERN.
Voor de detectie van de deeltjes die ontstaan en vervolgens vervallen bij de zeer energierijke botsingen van de versnelde protonen worden vijf grote detectoren gebouwd, twee voor algemene doeleinden (ATLAS en CMS) en drie voor meer specifieke experimenten.
De technologische eisen aan de nauwkeurigheid en de veiligheid van de apparatuur tijdens de experimenten zijn zeer hoog: de supergeleidende magneten bevatten als ze in werking zijn een grote hoeveelheid energie (10 gigajoule bij een magneetveld van 6,33 tesla), evenals de bundel van de versnelde deeltjes (725 megajoule) - een enkel versneld proton zou een kinetische energie hebben vergelijkbaar met die van een vliegende mug, wat voor een sub-atomair deeltje haast onvoorstelbaar is. De energie die vrijkomt bij het verlies van een tien miljoenste van de energie van de bundel is voldoende om een magneet uit het supergeleidende temperatuurtraject te tillen waardoor de in de magneet opgeslagen energie explosief zou worden omgezet in warmte. De kolossale, tonnenzware magneten worden dan ook met een precisie van om en nabij een millimeter geplaatst.

### Testfase en ingebruikname
In de loop van 2008 werden er uitgebreide testen gedaan, terwijl het systeem geleidelijk werd afgekoeld tot 1,9 K (−271,4 °C). Uiteindelijk werd de LHC op 10 september 2008 in gebruik genomen, met een protonstraal die de gehele ring rondging.
Door een fout in een tweetal lassen van de elektrische verbindingen ontstond er op 19 september 2008 tussen twee magneten een storing, waarbij een elektrische vlamboog ontstond die een heliumleiding doorboorde. Het aldus gevormde lek veroorzaakte verlies van duizenden liters helium met een gewicht van zes ton en de explosieve kracht waarmee dit gebeurde beschadigde de met vloeibaar helium gekoelde magneten. Om herstellingen te kunnen uitvoeren en de 53 defecte magneten te kunnen vervangen, moesten alle magneten langzaam worden opgewarmd en daarna, om de machine weer in gebruik te kunnen nemen, langzaam worden afgekoeld.
De officiële opening ging wel door op 21 oktober 2008 in aanwezigheid van politieke leiders, ministers van wetenschappen van de twintig staten lid van CERN en vele wetenschappers.
In juli 2009 ontstond een bijkomende vertraging in het herstelproces doordat twee bijkomende lekken werden ontdekt. De herstart werd opnieuw uitgesteld tot medio november 2009.
Op 20 november 2009 werd de LHC opnieuw opgestart en werden er deeltjes geïnjecteerd die tot een energieniveau van 3,5 TeV werden versneld. Na tien dagen, op 30 november 2009 werden de prestaties van de Amerikaanse Tevatron overtroffen en werd de LHC de krachtigste deeltjesversneller.
Op dinsdag 30 maart 2010 om 13:06 uur CET werden de eerste testen uitgevoerd door de protonen op elkaar te laten botsen. Twee protonenbundels werden versneld tot elk 3,5 tera-elektronenvolt, en botsten op elkaar met een gecombineerd energieniveau van 7 TeV. Nooit eerder waren protonen met zo'n hoge energie opgewekt. "We gaan een nieuw natuurkundig tijdperk binnen", zo luidde het commentaar binnen CERN.
De protonenbotsingen werden op 4 november 2010 afgerond en op 8 november, werden loodionen met elkaar in botsing gebracht. Daarbij ontstonden temperaturen boven de 10.000 miljard graden. De dichtheid en de temperatuur waren de hoogste die ooit met een experiment zijn bereikt.
Na deze experimenten met zware ionen werd opnieuw met protonexperimenten begonnen. De LHC, die op 20 november 2009 werd opgestart, was gepland om in 2012 weer te worden gestopt voor een upgrade van maximaal 7 TeV tot maximaal 14 TeV. Door de ontdekking van het higgsdeeltje in juli 2012 en het benodigde onderzoek werd deze geplande uitschakeling evenwel uitgesteld tot 13 februari 2013.
De upgrade bestond uit verbeteringen aan de detectoren en de versnellers, vervanging van het koelingssysteem en de bekabeling. In juni 2014 werd begonnen aan de koeling en de nieuwe afstelling van de magneten, die in maart 2015 werd afgerond.
De operationele testen startten op 5 april 2015, waarbij een energieniveau van 13 TeV werd bereikt. Een tweede onderzoekstermijn nam zijn aanvang op 3 juni 2015. Opnieuw werd gekozen voor voornamelijk protonenbotsingen met tussenliggend jaarlijkse perioden van één maand voor loodionenbotsingen en een winterstop.
De LHC legt gemiddeld een petabyte aan data vast per dag, soms kan dit oplopen tot meer dan 570 terabyte per seconde. Via een zeer snel netwerk worden de petabits aan data die de detectors iedere dag genereren gedistribueerd naar de diverse over de wereld verspreide researchgroepen. De verwachte operatietijd van de LHC wordt geschat op 20 jaar maar er zullen in die tijd ook periodieke 'upgrades' plaatsvinden.

### Sneller dan het licht?
Op 22 september 2011 maakte het CERN bekend dat meerdere hoogenergetische muon-neutrino's, die vanuit Genève op een 730 kilometer verder gelegen laboratorium in Gran Sasso - Italië werden afgevuurd, volgens de metingen 60 nanoseconden sneller zouden hebben gereisd dan massaloze deeltjes zouden hebben gedaan die zich met de lichtsnelheid voortbewegen. Wetenschappers wilden in andere deeltjesversnellers, zoals in Amerika en Japan, het experiment herhalen om te zien of hoogenergetische muon-neutrino's zich inderdaad een fractie sneller dan de lichtsnelheid voortbewegen. Mocht dat het geval zijn geweest, dan hadden enkele belangrijke natuurkundige theorieën, waaronder Einsteins relativiteitstheorie, deels moeten herzien worden. In het voorjaar van 2012  bleek echter dat een defecte glasvezelkabel de oorzaak van de foutieve meetgegevenswas geweest.